# Bologna Football Club 1913-1914
Questa voce raccoglie le informazioni riguardanti il Bologna Football Club nelle competizioni ufficiali della stagione 1913-1914.

## Stagione
Il Bologna nel campionato di Prima Categoria 1913-1914 si classifica al quinto posto nel girone veneto-emiliano, dietro alle qualificate al girone nazionale Vicenza ed Hellas.

## Divise
| Casa | Portiere |

## Rosa
| N. |                   | Ruolo | Calciatore        |
| -- | ----------------- | ----- | ----------------- |
|    | Italia (bandiera) | P     | Antonio Fontana   |
|    | Italia (bandiera) | D     | Enrico Guardigli  |
|    | Italia (bandiera) | D     | Gazzotti          |
|    | Italia (bandiera) | D     | Pietro Palmieri   |
|    | Italia (bandiera) | D     | Aldo Grazzi       |
|    | Italia (bandiera) | D     | Ernesto Sala      |
|    | Italia (bandiera) | D     | Enrico Guardigli  |
|    | Italia (bandiera) | D     | Ugo Fini          |
|    | Italia (bandiera) | D     | Italo Zappoli     |
|    | Italia (bandiera) | D     | Lino Panza        |
|    | Italia (bandiera) | C     | Guido Alberti     |
|    | Italia (bandiera) | C     | Guido Della Valle |

| N. |                   | Ruolo | Calciatore        |
| -- | ----------------- | ----- | ----------------- |
|    | Italia (bandiera) | C     | Mario Della Valle |
|    | Italia (bandiera) | C     | Gino Donati       |
|    | Italia (bandiera) | C     | Angelo Badini     |
|    | Italia (bandiera) | C     | Antonio Brunè     |
|    | Italia (bandiera) | C     | Riccardo Celotti  |
|    | Italia (bandiera) | C     | Tommaso Rusconi   |
|    | Italia (bandiera) | C     | Leone Scotti      |
|    | Spagna (bandiera) | A     | Natalio Rivas     |
|    | Italia (bandiera) | A     | Emilio Badini     |
|    | Italia (bandiera) | A     | Guido Nanni       |
|    | Italia (bandiera) | A     | Zini              |

## Risultati

### Campionato di Prima categoria

#### Sezione veneto-emiliana

##### Girone di andata
| Arbitro: | Bortoletti (Venezia) |

|                         |           |                   |
| Marino I 9’ Tazzara 29’ | Marcatori | 38’, 56’ Palmieri |

| Arbitro: | Bianchi (Milano) |

|                                                                      |           |                              |
| Liniger 10’ Forlivesi 11’, 19’, 74’, 75’ Corsi 12’, 50’ Vigevani 73’ | Marcatori | 23’ Della Valle 29’ Badini I |

| Arbitro: | Brivio (Verona) |

|                                       |           |  |
| Donati 47’ Badini I 52’ Badini II 72’ | Marcatori |  |

| Arbitro: | Brivio (Verona) |

|                                                 |           |  |
| Ciscato 1’, 65’, 80’, 84’ Sacchi 25’ Tonini 69’ | Marcatori |  |

| Arbitro: | Bianchi (Milano) |

|                                                  |           |                    |
| Vecchina 48’ Marincic 55’ Padovan 85’ Bighin 89’ | Marcatori | 80’ Della Valle II |

| Arbitro: | Resegotti (Milano) |

|               |           |           |
| Badini II 56’ | Marcatori | 68’ Zorzi |

| Arbitro: | Mauro (Milano) |

|              |           |              |
| Simonini 53’ | Marcatori | 35’ Badini I |

| Arbitro: | Barbon (Venezia) |

|              |           |                                       |
| Zambotto 60’ | Marcatori | 54’ Donati 65’ aut. ignoto 85’ Paroni |

##### Girone di ritorno
| Arbitro: | Brivio (Verona) |

|                                 |           |  |
| Badini I 15’ Badini II 26’, 31’ | Marcatori |  |

| Arbitro: | Barbon (Venezia) |

|                                      |           |            |
| Rivas 26’ Badini I 45’ Badini II 73’ | Marcatori | 5’ Bianchi |

| Arbitro: | Barbon (Venezia) |

|                            |           |                                                |
| Angelini 27’ Pasinetti 70’ | Marcatori | 15’ Badini I 17’ Brunè 50’, 54’, 62’ Badini II |

| Arbitro: | Giardina (Milano) |

|  |           |                      |
|  | Marcatori | 67’ Sacchi 80’ Balbo |

| Bologna 18 gennaio 1914 | Bologna | 2 – 0 (tav.) | Venezia | Stadio Sterlino |

| Arbitro: | Laugeri (Torino) |

|                           |           |  |
| Roberts 14’ Rigatelli 89’ | Marcatori |  |

| Arbitro: | Magni (Milano) |

|                              |           |              |
| Ceresoli 42’, 65’ Fratus 60’ | Marcatori | 84’ Badini I |

| Arbitro: | Colombo E. o G. ? (Milano) |

|                           |           |           |
| Rivas 47’, 88’ Donati 80’ | Marcatori | 7’ Romano |

## Statistiche

### Statistiche di squadra
| Competizione                              | Punti | In casa | In casa | In casa | In casa | In casa | In casa | In trasferta | In trasferta | In trasferta | In trasferta | In trasferta | In trasferta | Totale | Totale | Totale | Totale | Totale | Totale | DR |
| Competizione                              | Punti | G       | V       | N       | P       | Gf      | Gs      | G            | V            | N            | P            | Gf           | Gs           | G      | V      | N      | P      | Gf     | Gs     | DR |
| ----------------------------------------- | ----- | ------- | ------- | ------- | ------- | ------- | ------- | ------------ | ------------ | ------------ | ------------ | ------------ | ------------ | ------ | ------ | ------ | ------ | ------ | ------ | -- |
| Prima Categoria (Sezione veneto-emiliana) | 16    | 8       | 5       | 2       | 1       | 16      | 6       | 8            | 1            | 2            | 5            | 13           | 29           | 16     | 6      | 4      | 6      | 29     | 35     | -6 |